# الديماس الخفي الذي لا يستطيع أحد سواي دخوله
الديماس الخفي الذي لا يمكن لا أحد سواي دخوله  (باليابانية : 俺だけ入れる隠しダンジョン 〜こっそり鍛えて世界最強〜 يُنطق باليابانية : أولي داكي هايليلو كاكوشي دانجون ~ كوسّولي كيتايتِه ساكاي سايكيو~) هو عبارة عن سلسلة رويات خفيفة يابانية من تأليف المانغاكا ميغورو سيتو ورسم وتوضيح نوتي تاكيهانا بدء تسلسل المانغا في يناير 2017 علي موقع المعجبين الياباني الشهير Shōsetsuka ni Narō. وقد قام عملاق النشر كودينشا بشراء حقوق نشر المانغا وقاموا بنشر المانغا تحت بصمتهم رانوبي بوكس منذ أغسطس من عام 2017 وتم جمع المانغا في ست مجلدات تانكوبون لاحقاً حصل الامتياز علي مانغا من تأليف المانغاكا تومويوكي هينو حيث قام برسم المانغا مستنداً علي القصة الأصلية مع وضع بعض اللمسات الفنية وقام عملاق النشر كودانشا بنشر المانغا في منصة نيكونيكو وتم نشر المانغا في سبع مجلدات تانكوبون وبعد النجاح الذي حققته المانغا والرواية الخفيفة قررت شركة سيفين سيز أنترتينمنت الحصول علي حقوق نشر المانغا المترجمة باللغة الإنجليزية في أمريكا الشمالية. وبعد ذلك حصل الامتياز علي سلسلة أنمي تلفيزيونية من أنتاج استديو أوكوروتو نوبورو في فترة شتاء عام 2021 بين شهري يناير ومارس 2021 ضمن فقرة أنميزم

## القصة
الديماس أو الدهاليز المخفية هي عبارة أماكن اسطورية يتم فيها إخفاء الكنوز والأشياء النادرة مثل الأسلحة أو البهارات أو المعادن النادرة. بعض الناس المحظوظين هم من يتمكنون من العثور علي أماكن كهذه، نوير ستارديا هو أحد هؤلاء المحظوظين هو الابن الثالث لعائلة نبيلة صغيرة حيث يحمل والده لقب بارونيت يكتسب مهارة استثنائية توفر له معرفة كبيرة تُدعي بالحكيم العظيم هذه المهارة تجعله يعرف إجابة أي سؤال في الكون حيث يجيبه الحكيم عما يريد. ونتيجة لذلك، فإنه يسبب له صداعًا مؤلمًا. حصل نوير على مساعدة من صديقة طفولته إيما برايتنيس حيث أنها الوحيدة التي لديها علاج للصداع الذي يعاني منه الأخير. بعد أن واجه نوير صعوبة في الحصول علي عمل حيث أن رتبة عائلته الصغيرة جعلته يُرفض، ونتيجة ذلك يرغب في أن يصبح مغامرًا ويجد ديماس والمغامرة الأسطورية أوليفيا سيرفانت، التي حُوصرت في الداخل لقرنين. تمنح أوليفيا نوير ثلاث مهارات قوية يستخدمها لتحسين قوته والتسجيل في أكاديمية البطل وهي المُعدل والإبداع والمنح وبعد ذلك تغيرت حياته بشكل كبير.

## الشخصيات
نوير ستارديا (باليابانية : ノル・スタルジア تُنطق باليابانية : نولو سُتالوجيا)
أداء صوتي: ريوتا أوساكا
نوير هو الابن الثالث لبارونيت، نبيل من أدنى رتبة، والذي يعد نفسه جبانًا يرغب في التعامل مع الأمر بسهولة. عند عدم تلقيه وظيفة أمين مكتبة بسبب تدخل النبلاء البارزين، يبدأ نوير رحلته ليصبح بطلاً يبحث عن عمل آخر من خلال الذهاب لأكاديمية المغامرين / البطل. ولد في الأصل بمهارة نادرة تُدعي بالحكيم العظيم، والتي تمنحه معرفة غير محدودة لفترة من الوقت، ولكنها تصيبه بصداع رهيب بعد كل استخدام، فيمتنع عن استخدامها حتى يتعلم من إيما أن تقبيله لها يساعد في تخفيف بعض من الألم. في أثناء ذلك يصل إلي ديماس سري، فيلتقي أوليفيا، التي تمنحه القدرة على ترقية صلاحياته وقوى الآخرين بحرية وهي [الإبداع ] و [المنح] و [المُعدل ] من خلال إنفاق نقاط الحياة (إل بي)، والتي يتم الحصول عليها من خلال تجارب مبهجة مثل أن تقبله فتاة أو أن تقوم فتاة بإثارته جنسياً ولكن فقدانه لكثير من نقاط الحياة يعرضه لخطر الموت إذا تم استنفاد LP الخاص به بالكامل.
إيما برايتنيس (باليابانية : エマ・ブライトネス يُنطق باليابانية : إيما بُلايتُنيسو)
أداء صوتي: مايو توميتا
إيما هي فتاة من عائلة نبيلة حيث والديها بارونين وهي صديقة نوير طفولة. تخصصها هو استخدام الخنجر المزدوجة أثناء القتال المشاجرة وسحر الرياح. إنها تعامل كل من حولها على قدم المساواة بقلب طيب. تسمح إيما لنوير عن طيب خاطر بتقبيلها، مما يساعد على تخفيف آثار قدرته الحكيم العظيم. بدأت في البداية وظيفة بدوام جزئي كأمينة مكتبة للعمل بجانب نوير فقط لتجد أنه لم يحصل عليها، ثم استقالت بعد ذلك بوقت قصير لإجراء اختبار الأبطال مع نوير لمجرد البقاء بجانبه.
لولا متروسي أو لولا فقط (باليابانية : ローラ تُنطق باليابانية : رورا متروسي)
أداء صوتي: رومي أوكوبو
لولا هي موظفة الاستقبال الرائعة في نقابة المغامرين المعروفة باسم أودين. بصفتها الشخص المسؤول عن نوير، قامت بترتيب العديد من المهام ليقوم بإيصالها. على الرغم من سلوكها الهادئ، تتمتع لولا بسلسلة تنافسية وتعتبر إيما، القريبة من نوير، منافستها علي قلب نوير.
أوليفيا سيرفانت (باليابانية : オリヴィア・サーヴァント تُنطق باليابانية : أوريفيا سافانتو)
أداء صوتي: يوي هوريه
أوليفيا هي مغامرة من الدرجة الأولى عملت قبل 200 عام. أصبحت مُحاصرة في متاهة بواسطة فخ (قيود الموت) بعد محاولتها اقتحامها لأحدي الديماسات المخفية. تصبح معلمة نوير عندما يلتقيان، مما يساعده على أن يصبح أقوى على أمل أن يصبح يومًا ما قوياً بما يكفي لتحريرها وبالفعل ينجح في القضاء علي قيود الموت.
لونا هيّلا (باليابانية : ルナ・ヒーラー تُنطق باليابانية : رونا هيرا)
أداء صوتي: أكاري كيتو
لونا هي قديسة / كاهنة نصف آلف وهو أفضل صديقة للولا. يتم تقديمها في القصة كحل لحل لعنة ماريا ابنة الدوق فيانا ألبرت التي تصادف ذهابها إلى مدرسة أكاديمية البطل مثل نوير وإيما. بصفتها كاهنة مشهورة، فإن مهاراتها فريدة تمامًا مع كونها واحدة من القلائل الذين يتمتعون بمهارات تنقية رفع اللعنات؛ لقد أدى ذلك في البداية إلى تقصير عمرها الافتراضي، ولكن نوير غير قدرتها باستخدام مهارة المُعدل حيث غير أن ينقص مالها بدلا من أن ينقص عمرها. بعد مغامرتها القصيرة مع نوير تقوم برفع لعنة ماريا، بعد ذلك شعرت بسحر نوير الشديد وقعت في حبه، الأمر الذي أثار استياء كل من إيما ولولا.
أليس سترديا (باليابانية : アリス・スタルジア  يُنطق باليابانية : أريسو سوتراجيا )
أداء صوتي: يوكي ناجاو
أخت نوير الصغرى. الصغرى من بين أربعة أشقاء وهم أخ غير معروف وجيلان الذي يعد شقيقها الثاني وشقيقها الذي يكبرها بسنوات نوير، لديها علاقة حب أخ تجاه أخاها نوير.

### شخصيات ثانوية
السيد ستراجيا  أو والد نوير ( باليابانية : ノルの父  تُنطق باليابانية : نولو نو فو )
أداء صوتي: هيروميتشي تيزوكا
هو نبيل فقير كان محارباً قوياً في الماضي ولديه علاقة قوية بوالدي إيما البارونين برايتنيس بعد إنقاذ المدينة بمهاراته بالسيف، حصل والد نوير على لقب البارونيت ولكن يعد لقب البارونيت أدني رتبة في رتب النبلاء، ولكن مع مرور الوقت فقد مهاراته، مما أدى إلى مشاكل مالية وذاد احتكاكه مع بقية أفراد الأسرة
.السيدة ستراجيا  أو والدة نوير ( باليابانية : ノルの母  تُنطق باليابانية : نولو نو هاها )
أداء صوتي: يو تايتشي
هي والدة نوير وأليس وأخويه الكبار وزوجة البارونيت والد نوير وهي عضوة في أسرة أرستقراطية، وهربت مع زوجها في الماضي. بعد ذلك، عانت من صعوبات كبيرة، وأصبحت قادرة على أكل الجراد دون أن تفقد وجهها الهادئ.
لينور بلودون ( باليابانية : レノア・ブルードン  تُنطق باليابانية : رينولو بلودونُ)
أداء صوتي: سايكا كيتاموري
هي فتاة من عائلة نبيلة حيث والدها هو الإيرل بلودون تمتاز بكونها فتاة ذات شعر ازرق متغطرسة جداً ظهرت في الحلقة الأولي التقى بها نوير وتعاونت معه خلال تجربة أداء اكاديمية البطل. أخذت الفضل في هزيمة ريبر الميت أو حاصد الموتى وبعد ذلك اشترت من نوير المنجل العظيم وجمجمة ريبر الميت مقابل 1000000 ريال.
إلانا ستونيجس ( باليابانية : エルナ・ストーングス  تُنطق باليابانية : إيرينا ستونيجُسو )
أداء صوتي: سورا أماميا
هي معلمة نوير وإيما في أكاديمية البطل وظهرت لأول مرة في الحلقة الثالثة ولديها عدة قدرات خاصة مثل القتال بالسيف بيد واحدة والاختراق والحائط الخزفي والشفاء ورصاصة الحجر
ماريا فيانا ألبرت ( باليابانية : マリア・フィアナ・アルバート  تُنطق باليابانية :ماليا فيانا أربلتُ )
أداء صوتي: سايكا كيتاموري
ماريا هي ابنة عائلة نبيلة حيث والديها دوقين من عائلة فيانا ألبرت تمتاز بكونها فتاة لطيفة شقراء الشعر لكن للآسف تعاني من لعنة وهي الموت في سن السادسة عشر حيث أن أسلافها قد تمكن من هزم معالج أو ساحر قوي فقام هذا السحر بألقاء لعنة وهي الموت في سن السادسة عشر وهذه اللعنة عبارة عن مهارة ملعونة تقوم بتوجيه موجات من الألم العنيف تهاجم الجسم في دورة محددة. جنبا إلى جنب مع التقدم في السن الألم يكثف، وتبلغ اللعنة ذروتها في 16 سنة. من خلال التغلب على اللعنة قبل وصول ماريا لسن 16 عاما تختفي المهارة تماماً.وتحتاج لشخص قوي ليزيل عنها اللعنة وتمتاز بقدرات خاصة كالقتال بالسيف بيد واحدة والشفاء
ليريكا ميراروت ( باليابانية : リリカ・ミラルート   تُنطق باليابانية : ريليكا ميلالوتُ )
ليريكا هي شخصية ظهرت في المانغا ورواية الويب لكنها لم تظهر في الأنمي تمتاز بكونها شخصية جادة وتمتلك نفس المهارات المميزة التي يملكها نوير وقد ظهرت لأول مرة في الفصل 40 من المانغا وهي في سن 28 ومستواها 196 ولديها قدرة رامي سهام من المرتبة الأولي
ميرا سانتاجي ( باليابانية : ミラ・サンタージュ  تُنطق باليابانية : ميلا سانتاجي )
ميرا هي ابنة أحد تجار المواد النادرة وهي شخصية استفزازية تحب جمع الأدوات النادرة حيث تعمل كصائدة كنوز أو صائدة مواد نادرة وظهرت في الحلقة الثانية عشر
ستوك سانتاجي ( باليابانية : ストーク・サンタージュ   تُنطق باليابانية : ستوكُ سانتاجي )
هو والد ميرا ويدير متجر سانتاجي للتسلح ويعد واحد من أكبر محلات بيع الأسلحة في إمبراطورية ناهودو لم يظهر إلا في رواية الويب حيث ظهر في الفصل 156
الدوق فيانا ألبرت أو الدوق ألبرت فقط ( باليابانية : アルバート公爵   تُنطق باليابانية : أربلتُ كوشاكو )
هو والد ماريا من عائلة نبيلة ويعاني لسنوات من أن ابنته الحبيبة تعاني من لعنة الموت عند سن السادسة عشر فقط بذل كل جهده وماله للوصول لحل جذري لمشكلة ابنته لكنه لم يجد أي حل وظهر لأول مرة في الأنمي في الحلقة الخامسة
فاشيل ( باليابانية : ゼンニン  تُنطق باليابانية : باشيل أو زينين )
أداء صوتي: أتسوشي تامارو
فاشيل هو صديق تورامارو الأسد الزهرة وكان مغامراً في الماضي ودخل الديماس الخفي قبل 350 عاما عندما وصلوا إلى الطابق الخامس، طلب فاشيل من الأسد الزهرة انتظاره بينما ينزع سلاح نادر من الطابق السادس، لكنه تعرض للعض من قبل أحد الزومبي تحول لواحد منهم وبعد 350 سنوات في وقت لاحق، تم انقاذه من قبل نوير وفاشيل قرر العودة إلى قريته، من أجل جمع شمل مع حبيبتهو ظهر في الأنمي في الحلقة السادسة وفي الفصل الواحد والثلاثين من الرواية الخفيفة والفصل 15 -2 من المانغا ويمتلك فاشيل عدة مهارات مثل الرماية واستخدام الخنجر المزودج والزومبيفيلد
دارياد أو دوري ( باليابانية :ドリアード  تُنطق باليابانية : دلايادو أو دولي )
أداء صوتي: أنانا هارومورا
ديارد أو دوري -تشان هي فتاة أو عفريت شجرة كبيرة تسكن غابة الذهب التي توجد في الطابق السابع من طوابق الديماس الخفي تشبه إيما برايتنيس عندما كانت في سن السابعة. كان يتم امتصاص عصارة دوري السحرية باستمرار من قبل النحلة الذهبية.باستخدام قدرتها حساسية الغابات، اكتشفت أن نوير كان في الغابة الذهبية وباستخدام شكل يشبه إيما الشباب طلبت مساعدته لوقف النحلة الذهبية التي من شأنها أن تقتل دوري قريبا إذا استمرت في امتصاص قوتها السحرية وبعدما تمكن نوير من هزم النحلة الذهبية اعطته دوري كنزها وهو جوهرة اختيار الرياح.

## وسائط

### رواية خفيفة
قامت شركة كودانشا في الأصل بنشر الرواية التي كان يتم نشرها على شبكة الإنترنت علي موقع Shōsetsuka ni Narō ، المجلد الأول من سلسلة الروايات الخفيفة المطبوعة في 1 أغسطس 2017 تحت بصمة كودانشا رانوبي بوكس Kodansha Ranobe Books. وتم ترخيص السلسلة في قارة أمريكا الشمالية بواسطة شركة Seven Seas Entertainment .

#### قائمة مجلدات الرواية الخفيفة
| ترتيب المجلد | تاريخ نشر المجلد في اليابان | الرقم المعياري الدولي للكتاب |
| ------------ | --------------------------- | ---------------------------- |
| 1            | 1 أغسطس 2017                | (ردمك 978-4-06-365038-9)     |
| 2            | 1 ديسمبر 2017               | (ردمك 978-4-06-365046-4)     |
| 3            | 2 مايو 2018                 | (ردمك 978-4-06-511910-5)     |
| 4            | 9 يناير 2019                | (ردمك 978-4-06-514688-0)     |
| 5            | 2 مارس 2020                 | (ردمك 978-4-06-519269-6)     |
| 6            | ديسمبر 2, 2020              | (ردمك 978-4-06-521767-2)     |

### المانغا
تم إنتاج المانغا التي قام المانغاكا تومويوكي هينو بتأليفها علي موقع Suiyōbi no Sirius manga التابعة لعملاق النشر كودانشاو تعد جزءاً من خدمة البث الرقمي نيكونيكو في عام 2018، مع إصدار أول مجلد تانكوبون في 6 ديسمبر 2018. وتم ترخيص السلسلة في قارة أمريكا الشمالية بواسطة شركة Seven Seas Entertainment وتم نشر المجلد الأول بالترجمة الإنجليزية للمانغا في 17 نوفمبر 2020.

#### قائمة مجلدات المانغا
| ترتيب المجلد | تاريخ نشر المجلد في اليابان | الرقم المعياري الدولي للكتاب |
| ------------ | --------------------------- | ---------------------------- |
| 1            | 6 ديسمبر 2018               | (ردمك 978-4-06-513779-6)     |
| 2            | 9 مايو 2019                 | (ردمك 978-4-06-515277-5)     |
| 3            | 4 ديسمبر 2019               | (ردمك 978-4-06-516378-8)     |
| 4            | 8 مايو 2020                 | (ردمك 978-4-06-519276-4)     |
| 5            | ديسمبر 9, 2020              | (ردمك 978-4-06-520877-9)     |
| 6            | فبراير 9, 2021              | (ردمك 978-4-06-522060-3)     |
| 7            | 9 يونيو 2021                | (ردمك 978-4-06-523213-2)     |

### الأنمي
أعلنت شركة كودانشا صاحبة حقوق النشر عن تحويل السلسلة لأنيمي في 8 مايو 2020. حيث تم الاتفاق مع استديو أوكوروتو نوبورو للعمل علي أنتاج السلسلة مستنداً علي القصة التي تنشرها شركة كودانشا حيث تم التواصل مع المخرج كينتا أويشي ليخرج السلسلة والمؤلف كينتا إيهارا لكتابة السيناريو والحوار وعمل الفنان يويا أويتاكا Yuya Uetake علي تصميم الشخصيات. تم بث المسلسل في الفترة من 9 يناير إلى 27 مارس 2021 على كتلة Animeism على MBS و TBS وBS-TBS وAT-X ، مع قيام Crunchyroll ببث المسلسل خارج قارة آسيا.  وحصلت شركة Bilibiliعلي حقوق ببث المسلسل في بلدان جنوب شرق آسيا. شارة الافتتاحية هي "Pyramid Great Reversal" (ピラミッド大逆転 "Piramiddo Dai Gyakuten") والتي تعني بالعربية الهرم الكبير العاكس غناء فريق Spira Spica ، بينما شارة النهائية هي "Nemophila" (ネモフィラ "Nemofira") بالعربية عيون الطفل الزرقاء غناء فريق COALAMODE. استمر المسلسل لمدة 12 حلقة. في 8 فبراير 2021، أعلنت كرانشي رول أنه سيتم دبلجة السلسلة إلي الإنجليزية والتي عُرضت لأول مرة في 26 فبراير 2021 .

## القدرات الخاصة
- الحكيم العظيم

هي قدرة نادرة تمنح صاحبها ظهور الحكيم مارلين ليقوم بإجابة أي سؤال في الكون حيث يجيبه الحكيم عما يريد. ونتيجة لذلك، فإنه يسبب له صداعًا مؤلمًا. يختفي هذا الصداع بقُبلة حيث كانت زوجات مرلين تقمن بتقبيله ليختفي الصداع
- الإبداع

هي قدرة خاصة تُمكن صاحبها من حرية خلق مهارات جديدة على حساب دفع نقاط حياة. تختلف التكلفة بناء على المهارة المطلوبة. النسخ الأصلية هي أكثر تكلفة.
- المُعدل

هي قُدرة خاصة تسمح لصاحبها من تعديل أو حذف أو إضافة أي قدرة خاصة
- تحويل نقاط الحياة أو تحويل إل بي

هي قدرة خاصة تمنح صاحبها القدرة علي الحصول علي نقاط الحياة عن طريق اشباع الرغبات سواء رغبة الأكل أو الجنس أو الطمع. لكن استهلاك الكثير لنقاط الحياة قد يتسبب في موت الشخص
- العين الثاقبة

هي قدرة خاصة تمنح صاحبها القدرة علي معرفة القوة والمهارات والمستوي الذي يملكه المخلوق أو المادة مقابل دفع 300 نقطة حياة
- البعد الجيبي

هو قدرة خاصة تسمح لصاحبها تخزين أي مادة أو أسلحة إلخ في بٌعد آخر
- الشحن

هي قدرة خاصة تمكن صاحبها من توجيه ضربة قوية مستخدماً السيف بها
- الاختراق

هي قُدرة خاصة تمنح صاحبها اختراق أو إيقاف أي هجوم بالسيف
- الحائط الخزفي

هي قدرة خاصة تمنح صاحبها الفدرة علي صنع حائط من الخزف أو التراب
- المنح

هي قدرة خاصة تُمكن صاحبها من منح القدرات الخاصة للأشخاص آخرين والأشياء. وتستخدم كميات مختلفة من نقاط الحياة اعتمادا على الهدف والمهارة المطلوبة.
- التخاطر

هي مهارة تمنح صاحبها القدرة علي التواصل مع من يريد عن طريق الفكر أو التحدث الفكري
- المقاومة

هي مهارة أبتكرها نوير باستخدام مهارة الإبداع حيث تمكنه من صد أي هجوم مهما كانت قوته
- تمدد الشعر

هي مهارة تسمح صاحبها من مد شعره لمسافات كبيرة
- زومبيفيلد أو حقل الزومبي

هي مهارة ملعونة تجعل صاحبها يقوم بعض أي شخص أو كائن يحوله لزومبي ولازالتها يجب دفع 500 نقطة حياة حيث يهاجم الزومبي أي شخص أو كائن حي بغريزة نقية
- التنفس صفر أو مانع التنفس

هي مهارة صنعها نوير باستخدام مهارة الإبداع حيث دفع 1000 نقطة حياة مقابل أن يتمكن من حبس أنفاسه لمدة تصل لعشرون دقيقة
- قاتل الذئاب

هي مهارة تمكن صاحبها القدرة علي قتل أي مخلوق باستخدام سيف العقاب الإلهي وأول من أستخدم هذه المهارة هو نوير ستراديا
- العاصفة الهوائية

هي مهارة صنعها نوير باستخدام قدرة المحرر مقابل دفع 300 نقطة حياة تمكن صاحبها من صنع عواصف هوائية باستخدام أداة حجر الرياح الذي تملكه ميرا سانتاجي
- الرياح الضاربة

هي مهارة تمكن صاحبها من توجيه ضربات بالرياح عن طريق اليدان ومن مستخدمي هذه المهارة هم فاشيل وإيما برايتنيس
- الرياح القاطعة أو الرياح الساحقة

```
هي مهارة تمكن صاحبها من توجيه ضربات باستخدام شيفرة أو خنجر مستقيم أفقي بحد يصل ست أقدام أو مترين علي الأقل وتمكنت ايما من الحصول علي هذه المهارة بعد ان منحها نوير جوهرة اختيار الرياح
```

- حساسية الغابات

هي مهارة خاصة تمكن صاحبها من التحسس مما يحصل في الغابة عن طريق مد جزور الشجرة في غابة الذهبية واستخدمت دوري هذه المهارة لمعرفة أن نوير متواجد في الطابق السابع
- انفجار الرياح

هي مهارة تمكن صاحبها من عمل انفجار من الرياح باستخدام سلاح مفجر رياح نجمة الصباح
- المقاومة الجسدية

هي قدرة تمكن صاحبها من تحسين الهجمات الدفاعية هي مختلفة عن مهارة المناعة
- جناح الصفصاف

هي مهارة خاصة صنعها نوير باستخدام مهارته الابداع للمساعدة في التركيز مقابل دفع 800 نقطة حياة
 الوحوش والمخلوقات الغريبة
- الأسد الزهرة

هو أسد علي رأسه زهرة أسمه هو تورامارو سنه عاماً علي عكس كونه اسد فهو لطيف جداً
- غوبلين أو العفريت

هو أحد الوحوش التي تسكن أحد طوابق الديماس الخفي وقد واجه أيما ونوير في أحد مهماتهم في الحلقة الثانية
- الارنب الكبير

هي أحد الوحوش من المستوي الـ24 الأرانب الكبيرة تمتاز باحجامها الضخمة. من مظهرها تبدو إلى حد كبير مثل الأرانب العادية، إلا إنها تزيد عن الأرانب العادية بثلاثة قرون علي الرأس، ولكن علي عكس الأرانب العادية اللطيفة فهذه الأرانب وحشية وعدوانية. ويصل طولها نحو مترين ولديها كمية لحم كبيرة على ذلك أيضا. لكونها مخلوقات عاشبة فهي تجمع العديد من المواد الغذائية.
- جندب قوس قزح

هي أحد أنواع الجنادب النادرة وهو أول مهمة اُكلت لنوير من قبل لولا عندما أنضم لنقابة أودين
- حاصدو الموتى

هم أحد الأرواح أو الوحوش التي توجد في الديماس الخفي حيث كان يسكن في الطابق الثالث من طوابق الديماس الخفي من المستوي 99 من مظهره يبدو كالطيف الذي يرتدي عباءة أو خرقة سوداء بدون ساقين وممسك بيديه منجل عظيم يقوم بقطع أي شخص أو شيء يمسه لنصفين وتسمي مهارته بالقطع الفوري أو الموت الفوري وقد واجهه نوير في الحلقة الأولي لينضم لأكاديمية البطل
- النحل البرونزي أو النحل الذهبي

هي أحد الوحوش التي توجد في الديماس الخفي حيث تسكن في الطابق السابع من طوابق الديماس الخفي وعلي الرغم من أن الشائع عدم ظهور النحل البرونزي في طوابق الديماس الخفي إلا أن نوير عثر علي نوع من النحل يسمي بالنحل الذهبي من المستوي 256 ولهذه النحل عدة مهارات منها قدرة المقاومة وامتصاص السحر والطيران بسرعة كبيرة واللدغات الكثيفة ومقاومة القطع وظهر هذه الوحوش في الحلقة السابعة حيث كانت أسراب النحل تمتص طاقة الحياة من الشجرة دوري
- المحارب المدرع

هي أحد الوحوش التي توجد في الديماس الخفي حيث تسكن في الطابق الثالث عشر وهو ربوت ذو لوحة فضية يحمل سلاح قوي وهو مفجر الرياح نجمة الصباح وقد واجهه نوير ليحصل علي سلاحه
- أكلة السحر

هي أحد الوحوش التي تقطن الجبال وتمتاز بقوتها علي مقاومة القدرات السحرية بالإضافة لذلك لديهم القدرة علي المقاومة الجسدية وابطاء خصومهم وأكل القدرات السحرية

## روابط خارجية
- الموقع الرسمي
 at Shōsetsuka ni Narō باللغة اليابانية
- الموقع الرسمي
 باللغة اليابانية
- الموقع الرسمي
 باللغة اليابانية
- الموقع الرسمي
 باللغة اليابانية
- الديماس الخفي الذي لا يستطيع أحد سواي دخوله (light novel) في شبكة أخبار الأنمي